# Helleia phintonis
Helleia phintonis är en fjärilsart som beskrevs av Hans Fruhstorfer 1910. Helleia phintonis ingår i släktet Helleia och familjen juvelvingar. Inga underarter finns listade i Catalogue of Life.